# Postmoderne litteratur
Postmoderne litteratur er en litterær strømning, der for alvor begyndte at vinde frem i USA i 1960'erne med forfattere som Kurt Vonnegut, Thomas Pynchon og John Barth. Denne form for litteratur er ofte præget af fortællegreb som fragmentering, metafiktion, upålidelige fortællere og den tematiserer ofte både historiske og politiske emner. Nogle postmoderne romaner kan ikke siges at have et fortællemæssigt klimaks, hvilket fx ses i Vonneguts Slagtehus 5 eller Pynchons Katalognummer 49 udbydes. Postmodernister udfordrer ofte autoriteter, hvilket er blevet set som en afspejling af, at den postmoderne litteratur opstod i 1960'erne, hvor der var mange samfundskritiske røster fremme. En del af denne kritiske stillingtagen ses bl.a. i, at den postmoderne litteratur også er kritisk over for sig selv, hvilket ofte bliver signaleret gennem ironi og metafiktion.
Af forløberne for den postmoderne litteratur kan nævnes Laurence Sternes Tristram Shandy (1760-1767) eller Jack Kerouacs On the Road. Der bliver stadig skrevet værker, der i høj grad trækker på postmodernismen såsom Dave Eggers’ Et hjertegribende værk af overvældende genialitet (2000) og David Foster Wallaces Infinite Jest (1996). Disse værker forsøger dog også at videreudvikle den postmoderne form. Denne videreudvikling har gjort, at denne nyere gruppe af forfattere er blevet kaldt for ”postironikere”.
Nogle gange bliver begrebet "postmodernisme" brugt til at diskutere mange forskellige ting lige fra arkitektur, til historieteori, til filosofi og film. Det har gjort, at begrebet er meget omstridt og bruges på mange forskellige måder, hvilket har fået flere folk til at pointere, at det kan være nyttigt at opdele fællesbetegnelsen postmodernisme i tre kategorier: (1) postmoderniteten, der forstås som en historisk periode fra midten fra 1960'erne til i dag, (2) den teoretiske postmodernisme, der omfatter de teorier, som er blevet udarbejdet af tænkere som Roland Barthes, Jacques Derrida og Michel Foucault m.fl. og så til sidst (3) den kulturelle postmodernisme, som omfatter film, litteratur, billedkunst m.v., der udviser postmoderne træk. Den postmoderne litteratur er i denne forstand en del af den kulturelle postmodernisme.

## Den postmoderne litteraturs udvikling
Som det antydes af begrebets præfix ”post”, forholder den postmoderne litteratur sig til den modernistiske litteratur, der vandt frem i USA og Storbritannien i 1920'erne. De tidligste forløbere for postmodernismen er litteraturhistorisk set Lolita (1955) af Vladimir Nabokov og Ralph Ellisons Invisible Man (1952), men det er i 1960'erne, at postmodernismens første hovedværker bliver udgivet. Joseph Hellers Catch-22, Thomas Pynchons Katalognummer 49 udbydes (1966) og Kurt Vonneguts Slagtehus 5 (1969) er centrale i denne sammenhæng. Disse romaner havde alle stærke politiske elementer i sig, selvom det politiske måske er mere tydeligt hos Heller og Vonnegut end hos Pynchon.
Denne politiske tendens fortsætter ind i 1970'erne med værker som Vonneguts Breakfast of Champions (1973), Pynchons Gravity's Rainbow (1973) og The Public Burning (1977) af Robert Coover. Denne litteratur er dog blevet kritiseret for at være mere intellektuelt stimulerende end en god læseoplevelse. Således har en kritiker kommenteret, at ”As the plot progresses, we come to notice that it’s as good as it’s going to get; and so for the first time in the history of literature we respond with a version of: ‘It’s terrific. But I wish it were over.” Samlet set kan 1960'erne og 1970'erne siges at være den periode, hvor den postmoderne litteratur var den mest fremherskende form for eksperimentallitteratur i amerikansk litteraturhistorie. I 1980'erne kommer der nye ansigter på banen i den postmoderne litteratur. Don DeLillo, der allerede havde publiceret flere værker, slår for alvor sit navn fast med White Noise (1985) og Paul Auster publicerer tre kortere værker, der senere bliver kendt som By af glas (1985-86). Især i Danmark fremstår Auster som en central postmoderne forfatter, hvilket han ikke nødvendigvis altid gør i sit hjemland USA.
Fra 1990'erne vinder den tredje bølge af postmoderne forfattere frem, der vendte sig mod den ironi, som, de mener, er alt for fremherskende i den første bølge af postmoderne forfattere, især John Barth og Thomas Pynchon. Pga. denne kritiske stillingtagen til ironiens rolle i litteraturen er denne gruppe af postmodernister blevet kaldt for postironikerne. Der er her tale om værker som David Foster Wallaces Infinite Jest (1996), Chuck Palahniuks Choke (2001) og Dave Eggers’ Et hjertegribende værk af overvældende genialitet (2000). Disse værker indeholder både ironiske og oprigtige, patosbetonede passager.

## Gennemgående træk og tematikker
De træk, der er listet op nedenfor, ses ofte i postmoderne værker, men bare fordi et værk udviser ét af disse træk, er det ikke nødvendigvis postmoderne. Der er også flere træk ved postmoderne litteratur, end bare dem der er nævnt herunder.
Indeterminisme
Indeterminisme (eller ubestemmelighed) er et centralt kendepunkt for postmoderne litteratur. Begrebet henviser til det, at mange romaner indeholder elementer, som læseren aldrig kan vide sig helt sikker på, hvordan man skal forstå. Postmoderne litteratur er således præget af en afgørende tvetydighed. Fx er det i Kurt Vonneguts roman Slagtehus 5 umuligt at afgøre, om hovedpersonen Billy Pilgrim rent faktisk kommer på tidsrejser, eller om disse tidsrejser skal forstås som Billys hallucinationer, der er forårsaget af hans psykiske krigstraumer fra Anden Verdenskrig.
Selvrefleksivitet
 To say that Ambrose’s and Peter’s mother was pretty is to accomplish nothing; the reader may acknowledge the proposition, but his imagination is not engaged.
Selfrefleksive passager i postmoderne litteratur findes når, at teksten henviser til sig selv som tekst og dermed bryder læserens forestilling om, at man får indblik i en historie om karakterer. Selvrefleksionen i metafiktion tjener først og fremmest "til at blotlægge konventionerne i traditionel realistisk fiktion". I John Barths klassiske postmoderne novelle "Lost in the Funhouse" (1968) brydes historiefortællingen således op med indskudte kommentarer om, hvordan litteratur bygger på forskellige konventioner. (Se evt. citat fra novelle i tekstboksen.) Pga. den fremherskende selvrefleksivitet kan postmoderne litteratur forstås som en slags spejlkabinet; en litteraturhistoriker har dog påpeget, at fordi postmoderne litteratur både selfrefleksiv og etisk/politisk er det mere hensigtsmæssigt at se postmodernismen som "et etisk spejlkabinet."
En sammenkobling af realisme og metafiktion
Hvor realisme er en modus, der peger på verden udenfor litteraturen selv, er metafiktion en slags litteratur, der peger på sig selv; dvs. at metafiktion er fiktion, der handler om fiktion. Fx er Quentin Tarantinos film Pulp Fiction metafiktiv på den måde, at den i sidste ende er en film, der handler om film. Men denne form for metafiktion er ikke det overordnede billede af den postmoderne litteratur. Ifølge en dansk litteraturhistoriker er den postmoderne litteratur kendetegnet ved, at metafiktionen og realismen ”står skulder ved skulder (selv om de ikke nødvendigvis går hånd i hånd…).” Således tematiserer postmoderne romaner gerne deres egen fiktionalitet, samtidig med at de skildrer emner som vold, hjemløshed, forbrugerisme, krig o.a. På denne måde er postmoderne litteratur en form for janushovedet litteratur i den forstand, at den kigger ind mod sig selv og ud mod den omkringliggende verden på en og samme tid.
Intertekstualitet
I think of the postmodern attitude as that of a man who loves a very cultivated woman and knows that he cannot say to her ‘I love you madly’, because he knows that she knows (and that she knows he knows) that these words have already been written by Barbara Cartland. Still, there is a solution. He can say ‘As Barbara Cartland would put it, I love you madly’. At this point, having avoided false innocence, having said clearly that it is no longer possible to speak innocently, he will nevertheless have said what he wanted to say to the woman: that he loves her in an age of lost innocence.
Intertekstualitet er et udtryk for det at en tekst (fx en roman) henviser til en anden tekst ved fx at bruge en bestemt vending, som er kendt fra en anden tekst. Fx er Arnold Schwarzenegger kendt for i filmen The Terminator fra 1984 at sige ”I’ll be back.” Denne linje er blevet genbrugt i mange andre af Schwarzeneggers film, hvilket publikummet ofte vil opfatte og derved identificere den intertekstuelle reference. I Douglas Couplands roman Miss Wyoming bruges intertekstualitet på postmoderne vis til at skildre, hvordan mennesker i postmoderniteten lever med referencer til populærkulturelle fænomener. I Couplands debutroman Generation X (1991) omtales dette fænomen som ”tele-parablizing”. Ifølge en dansk litterat forbinder intertekstualitet ”den tekstlige detalje med tekst- og mediehistoriens store linjer.”
Ironi og sort humor
Postmoderne litteratur indeholder ofte ironiske kommentarer og nogle gange er der også en ironisk distance til såvel nogle af de problematikker, der bearbejdes som til nogle af de karakterer, en roman indeholder. Hermed bruges ironien også til at skabe ”en kritisk problematisering af autoritet”. Dette betyder ifølge i hvert fald én litteraturhistoriker, at den ”postmodernistiske ironiker tager ikke stilling til fordel for den ene eller den anden side af sagen”.
Ureducerbare fikspunkter
Selvom den postmoderne litteratur er præget af både indeterminisme, ironi og selvrefleksivitet, rummer den ofte nogle såkaldte ”ureducerbare fikspunkter”, ”der træder stærkt og uimodsigeligt frem på en ellers usikker baggrund”.  Sådanne steder i litteraturen, skaber således en patoseffekt, der i en vis forstand står i kontrast til den nogle gange distanceskabende ironi, der også ofte findes i den postmoderne litteratur.
Kritisk holdning til repræsentationer
Repræsentationer - eller fremstillinger - af forskellige forhold er noget, som postmoderne litteratur generelt har en vis skepsis overfor. Repræsentationskritik er således en hjørnesten i den postmoderne litteratur. I Kurt Vonneguts hovedværk, Slagtehus 5 fra 1969, er der fx en kritik af hvordan nogle af John Waynes film kan siges at romantisere soldaters oplevelser i krig og Vonneguts roman er eksplicit om ikke at ville lave sådan en romantisering, hvorfor romanen også får undertitlen ”børnekorstoget”.
Social indignation
Et vigtigt element i den postmoderne litteratur er dens sociale indignation. I Ralph Ellisons berømte roman Invisible Man fra 1952 har indignationen rod i, hvordan hovedpersonen oplever at være usynlig i forhold til det omkringliggende samfund. En litteraturhistoriker påpeger, den "ofte direkte sentimentale insisteren på menneskelighed" i selvrefleksive romaner som som Pynchons Katalognummer 69 udbydes, Coovers The Public Burning og DeLillos Underworld, hvor der er en indigneret kritik af social marginalisering blandt de tekstlige abstraktioner. Også Kurt Vonneguts Breakfast of Champions, Joseph Hellers Catch-22 og Chuck Palahniuks Fight Club indeholder alle en stærk social indignation. Samme kritiker kritiserer, at den litteraturvidenskabelige reception primært har bidt mærke i den postmoderne litteraturs "selvrefleksive og poetologiske overvejelser," "der i bund og grund ikke trækker noget fra værkernes sociale indignation, men som på grund af deres omfangsrige tilstedeværelse alligevel ofte tiltrækker sig størstedelen af kritikernes opmærksomhed."
Historiographisk metafiktion
All this happened, more or less. The war parts, anyway, are pretty much true.
Historiographisk metafiktion er en underkategori af postmoderne litteratur. Udtrykket, der blev opfundet af den canadiske litterat Linda Hutcheon i slutningen af 1980'erne, bruges til at beskrive fortællinger, som kombinerer metafiktion med historisk fiktion. Værker, der henregnes til denne kategori, er kendetegnet ved intertekstuelle referencer til andre kunstneriske, historiske og litterære tekster og ifølge Hutcheons centrale litteraturhistoriske værk A Poetics of Postmodernism (1988) defineres kategorien som "de kendte og populære romaner, som er både intenst selvrefleksive og alligevel paradoksalt nok også gør krav på historiske begivenheder og personligheder". Romaner der ofte indregnes i denne kategori er fx John Fowles' The Den franske løjtnants kvinde (1969), Kurt Vonneguts Slagtehus 5, Salman Rushdies Midnatsbørn (1981), A.S. Byatts Besættelse (1990), Tim O'Briens Det de bar (1990), Michael Ondaatjes Den engelske patient (1992) samt Thomas Pynchons Mason & Dixon (1997).
Ontologisk dominant
Ifølge litteraturforskeren Brian McHale, hvis idéer har været meget toneangivende i diskussionerne om postmoderne litteratur, er postmoderne litteratur kendetegnet ved en ”ontologisk dominant.” McHale henter begrebet om ”dominanten” fra litteraturteoretikeren Roman Jakobsen og bruger denne tanke til at argumentere for, at hvor modernistisk litteratur generelt set var domineret af epistemologiske spørgsmål, så er postmoderne litteratur kendetegnet ved at betone ontologiske spørgsmål. McHale mener, at science fiction er for den postmoderne litteratur, hvad detektivhistorien var for den modernistiske litteratur, så forstået på den måde, at science fiction stiller spørgsmål tegn om "hvad er denne verden," så spørger detektivhistorien "hvordan kan vi erkende denne verden."

## Eksempler på postmoderne litteratur
- Invisible Man (1952) af Ralph Ellison
- Nøgen frokost (1959) af William Burroughs
- Catch-22 (1961) af Joseph Heller
- V. (1963) af Thomas Pynchon
- Cat's Cradle (1963) af Kurt Vonnegut
- Katalognummer 49 udbydes (1966) af Thomas Pynchon
- Lost in the Funhouse (1968) af John Barth
- The Left Hand of Darkness (1969) af Ursula Le Guin
- Slagtehus 5 (1969) af Kurt Vonnegut
- Den franske løjtnants kvinde (1969) af John Fowles
- Breakfast of Champions (1973) af Kurt Vonnegut
- Gravity's Rainbow (1973) af Thomas Pynchon
- The Public Burning (1977) af Robert Coover
- New York Trilogien (1985–86) af Paul Auster
- White Noise (1985) af Don DeLillo
- Beloved (1987) af Toni Morrison
- Det de bar (1990) af Tim O'Brien
- American Psycho (1991) af Bret Easton Ellis[26]
- Fight Club (1996) af Chuck Palahniuk
- Mason & Dixon (1997) af Thomas Pynchon
- Underworld (1997) af Don DeLillo
- Motherless Brooklyn (1999) af Jonathan Lethem
- Miss Wyoming (2000) af Douglas Coupland
- Hvide tænder (2000) af Zadie Smith
- Et hjertegribende værk af overvældende genialitet (2000) af Dave Eggers
- Everything Is Illuminated (2002) af Jonathan Safran Foer
- You Shall Know Our Velocity (2002) af Dave Eggers
- Naturlige mangler (2009) af Thomas Pynchon
- Poena Damni (2018) af Dimitris Lyacos
- De døde (2018) af Christian Kracht

## Anvendt sekundærlitteratur
- Andersen, Tore Rye (2007) Det etiske spejlkabinet. Arkiveret 15. september 2016 hos  Wayback Machine Aalborg: Institut for Sprog og Kultur.
- Gemzøe, Anker (2013) ”Intertekstualitet” in Medie- og kommunikationsleksikon. Frederiksberg: Samfundslitteratur.
- Gerhard Hoffmann (2005) From Modernism to Postmodernism. Amsterdam: Rodopi.
- Hutcheon, Linda (1988) A Poetics of Postmodernism. London: Routledge.
- Jensen, Mikkel (2011) "Miss(ed) Generation: Douglas Coupland’s Miss Wyoming” in Culture Unbound Vol. 3, 455–474. Arkiveret 3. marts 2016 hos  Wayback Machine [3]
- Jensen, Mikkel (2016) "Janus-Headed Postmodernism: The Opening Lines of Slaughterhouse-Five" in The Explicator, 74:1, 8-11.[2]
- Johnson, Ronna (2000): “’You're Putting me on’: Jack Kerouac and the Postmodern Emergence” in College Literature, 27:1, 22–38.
- Mayshark, Jesse Fox (2007) Post-Pop Cinema – The Search for Meaning in New American Film. Westport, Connecticut: Praeger.
- McHale, Brian (1987) Postmodernist Fiction. London: Routledge.
- Reiben, Robert (2009) Hicks, Tribes, and Dirty Realists: American Fiction after Postmodernism. Lexington, Kentucky: The University Press of Kentucky.